# يوسي هالا أهو
يوسي كريستيان هالا أهو (من مواليد 27 أبريل 1971) سياسي فنلندي وعضو في البرلمان الفنلندي. هم زعيم حزب الفنلنديين، جزء من الهوية والديمقراطية.